# Луни (река)
Луни (англ. Luni River, хинди लूनी नदी) — крупная пересыхающая река в северо-западной части Индии, в штате Раджастхан.
Берёт начало в западных предгорьях хребта Аравали, недалеко от города Аджмер. В верховьях известна как Сагармати. Течёт преимущественно в юго-западном направлении через холмы и равнины штата, после чего выходит на участок пустыни, где теряется в песках, образуя солёные болота на крайнем северо-западе штата Гуджарат. Луни собирает большую часть воды с юго-западных склонов хребта Аравали. На большей части своего течения является сезонной. Основные притоки: Джавай, Сукри, Джоджари, Банди и Кхари. Длина реки составляет около 495 км, что делает её единственной значительной рекой всего этого индийского региона. Площадь бассейна — 37 363 км². Вода Луни активно используется для орошения.
Название реки произошло от санскритского слова lavanavari, что означает «солёная река»; такое название объясняется большой солёностью воды Луни, особенно в нижнем течении.